# West Tawakoni
La ville américaine de West Tawakoni est située dans le comté de Hunt, dans l’État du Texas. Lors du recensement de 2010, elle comptait 1 576 habitants.

## Source
- (en) Cet article est partiellement ou en totalité issu de l’article de Wikipédia en anglais intitulé « West Tawakoni, Texas » (voir la liste des auteurs).